# 水窪町
水窪町（みさくぼちょう）は、かつて静岡県に存在した町。磐田郡に属した。県西部（遠州）の北遠と呼ばれる地域にあった。
2005年（平成17年）7月1日、周辺10市町村とともに浜松市へと編入合併され消滅し、2007年（平成19年）4月1日に浜松市が政令指定都市へ移行したのに伴い天竜区の一部となった。
浜松市への合併時、合併前の水窪町の区域をもって地方自治法第202条の4に基づく「水窪地域自治区」が設置された。同地域自治区は2012年（平成24年）3月31日をもって廃止。

## 地理
静岡県の西部地区の北部（北遠）に位置する山深い地域であった。
天竜川の支流水窪川に沿った形で人家が存在し、中央構造線に沿う盆地になっている。JR飯田線水窪駅と向市場駅付近の神原・水窪・向市場集落が町の中心地である。ここに水窪町内の公共施設・商店・人家の殆どが集まっているため、人口の少なさと高齢化率の高さの割に活気がある。赤石山脈の南嶺に位置するため、静岡県では数少ない豪雪地帯である。1914年7月30日、最高気温42.0℃を記録した。
水窪川に沿った形で国道152号が敷設されており、北遠から伊那地方へ通り抜けることができるが、拡幅やトンネル化工事は逐次進んでいるものの、やはり山間の険しい斜面を切り開いた隘路が多い。特に水窪以北の伊那地方への道は、中央構造線付近の軟弱な地盤もあって整備が遅れており、交通量の増加は見込みづらい。特に県境の国道は青崩峠によって分断されている。近年では、三遠南信自動車道として一度は整備された草木トンネルに代わり、青崩峠道路が事業化されており、遠州と信州を結ぶ新たな交通路として期待されている。
飯田線でならすぐの佐久間町中部・佐久間集落 (20km)、国道152号沿いに水窪川の下流になる佐久間町城西集落、および天竜川に合流してからの下流である天竜市 (55km) や浜松市中心部 (75km) との結びつきが大きい。なお、佐久間町・天竜市も水窪町と共に浜松市と合併している。
奥まった場所だが、警察署・タクシー会社がある。また小和田駅・大嵐駅など飯田線沿いの集落から水窪・向市場集落へ買い物などに訪れる。
中央構造線に多い変成岩の一種である「領家変成岩」や、遠く九州まで続く広域変成帯「領家変成帯」の名は水窪町内にある「奥領家」の地名からとられている。
- 河川：天竜川（水窪川）
- 峠：兵越峠、青崩峠

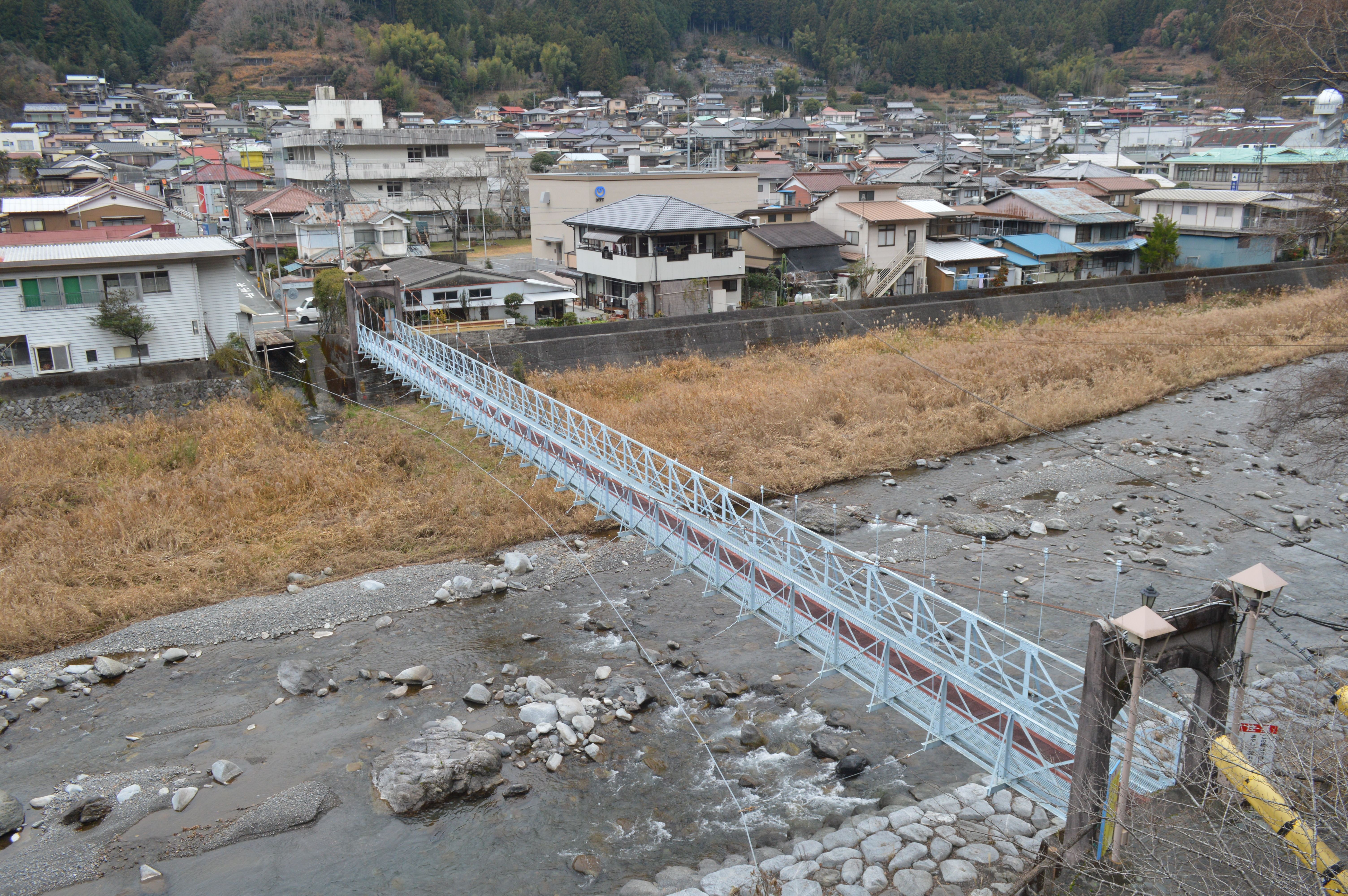
水窪川と水窪市街地
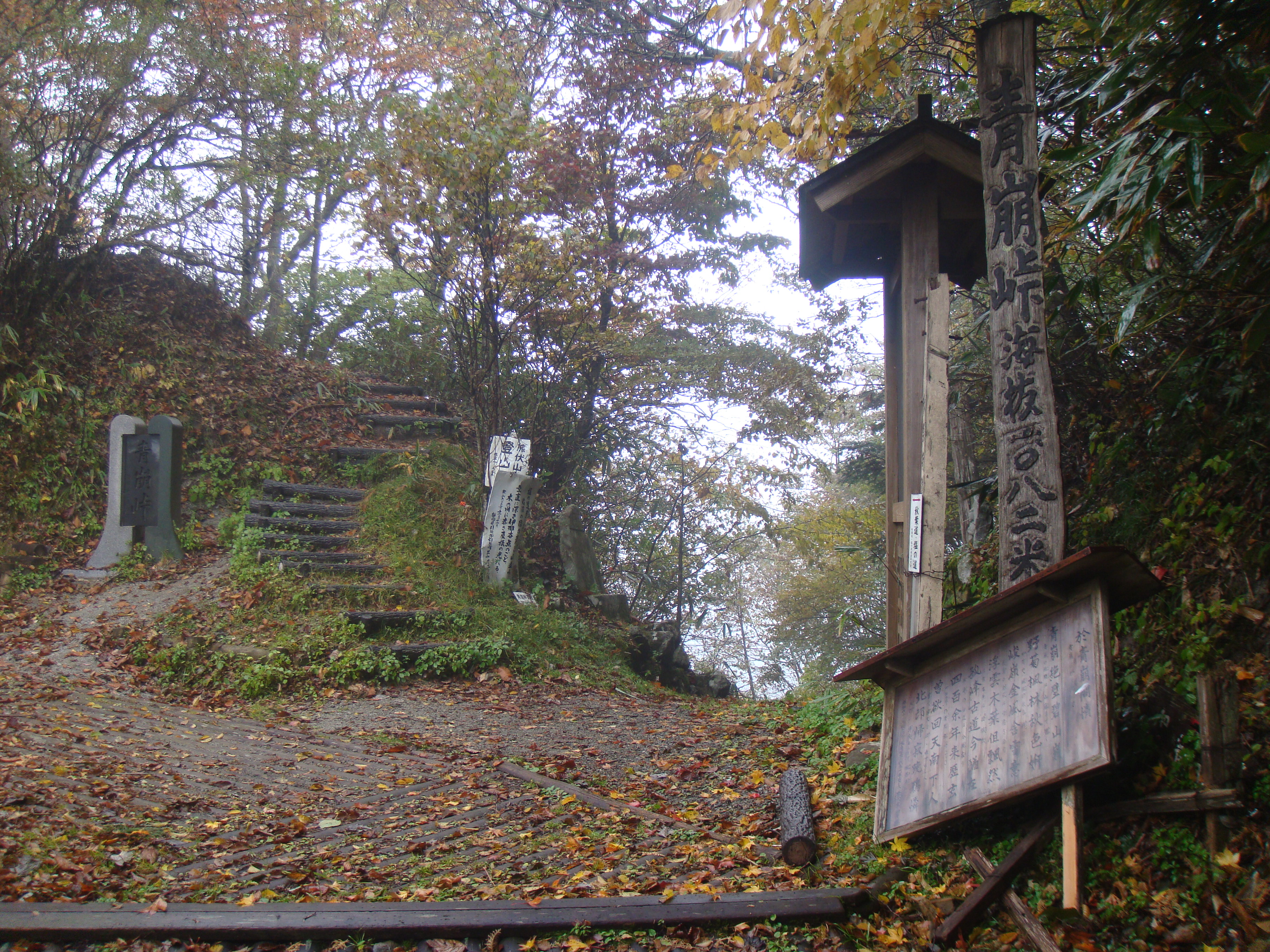
青崩峠

## 歴史

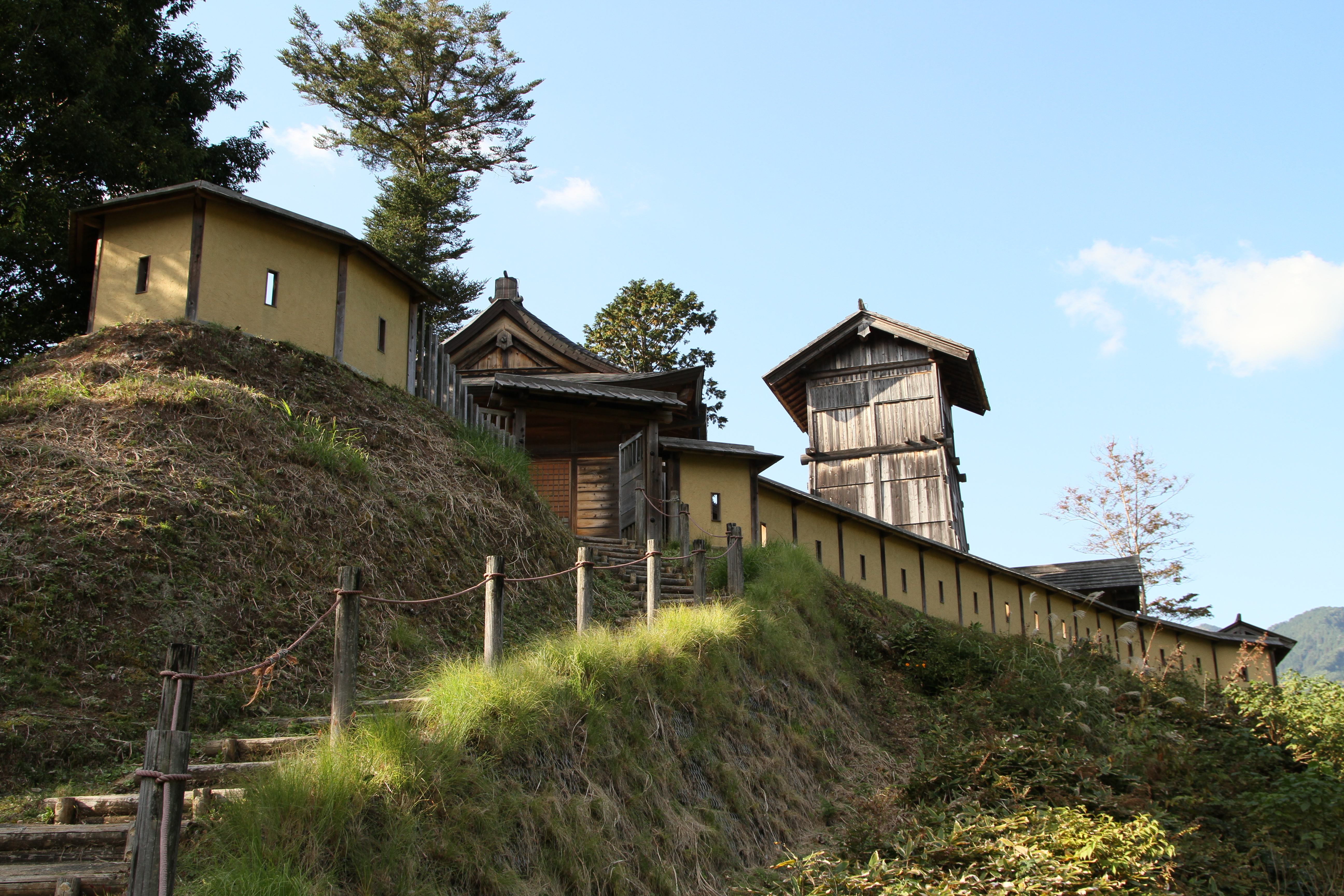
高根城

原始時代では、縄文時代の遺跡として、神原遺跡や向市場遺跡などがある。
信州と遠州を結ぶ塩の道（秋葉街道）が古来より通っており、宿場町としての風情は今でも保たれている。709年（和銅2年）創建の山住神社など、歴史ある神社もみられる。719年（養老3年）に僧の行基が水窪を訪れたのをきっかけとして祭礼がはじまった西浦の田楽は、国の重要無形民俗文化財として現在も続いている。
中世には地方豪族の奥山氏によって高根城が造られた。高根城をめぐって、甲斐の武田信玄が西上作戦の際に峠を越えて遠州に侵攻したとき、高根城を改修し、武田軍の拠点にしたと考えられている。
江戸時代から周智郡領家村水久保であった。
- 1889年（明治22年）10月1日 - 周智郡地頭方村・山住村・相月村・奥領家村が合併し、奥山村となる。
- 1903年（明治36年）12月1日 - 奥山村の一部（相月・奥領家の一部）が分立し、城西村が発足。
- 1925年（大正14年）5月10日 - 町制施行、改称し水窪町となる。
- 1942年（昭和17年）3月24日 - 白倉山御料林（国有林）に中華航空機が墜落。インド人ら乗員・乗客7人全員が死亡。機体は同年9月24日、樵夫が遠望する中で発見した[5]。
- 1951年（昭和26年）7月1日 - 所属郡が磐田郡に変更。
- 2005年（平成17年）7月1日 - 浜北市など10の市町村とともに浜松市に編入[6]。水窪町にあった字の名称を、水窪町と冠したものに変更した[7]。

## 施設

水窪町民俗資料館

- 天竜警察署水窪分庁舎
- 水窪郵便局
- 水窪町総合体育館
- 水窪町民俗資料館
- 水窪町文化会館
  - 水窪町立図書館

## 教育

水窪町立水窪小学校

水窪町に高校はない。もっとも近い高校は磐田郡佐久間町中部の静岡県立浜松湖北高等学校佐久間分校。境界特例で愛知県新城市の高校へ通学可能で実績もある。阿南高校など、長野県南信の公立高校への境界特例もあったが、近年は通学実績が皆無の状態。

### 中学校
- 水窪町水窪中学校

### 小学校
- 水窪町立水窪小学校
- 水窪町立門桁小学校（2001年度より休校中）
- 水窪町立西浦小学校（2005年度より休校中）

### 幼稚園
- 水窪町水窪幼稚園

## 名所・旧跡・観光スポット

山住神社

- 山住神社
- 高根城跡
- 青崩峠
- 道の駅「塩の道 国盗り」
- 日月神社
- 春日神社
- 正八幡神社
- 八幡宮
- 金吾八幡神社
- 若宮神社・諏訪神社
- 八坂神社・二宮神社・伊豆神社
- 日月神社
- 向山神社
- 勝智神社
- 足神神社
- 稲荷山 善住寺
- 金岩山 永福寺
- 三島山 附属寺
- 竜雲山 永沢寺
- 当安山 永泉寺

## 交通

JR飯田線水窪駅

### 路線バス
- 遠州鉄道（遠鉄バス）北遠本線

### 鉄道
- JR飯田線：- 向市場駅 - 水窪駅 - 大嵐駅 - 小和田駅 -

大嵐駅は位置こそ水窪町内であるが、すぐ対岸の愛知県富山村（現・豊根村）の玄関口の色合いが強く、水窪町側に人家は殆ど無い。また、小和田駅は秘境駅の一つに数えられ、この駅までの車道は無く、人が在住している家屋も小和田集落にはすでに無く、最寄りの人家までは山道を徒歩で約1時間である。

### 道路
一般国道
- 国道152号
- 国道474号草木トンネル

県道
- 愛知県道426号・静岡県道287号津具大嵐停車場線
- 静岡県道288号大嵐佐久間線（但し夏焼地区 - 佐久間電力館の間は通年通行止め）
- 静岡県道290号水窪羽ケ庄佐久間線（町内は国道152号と重複）
- 静岡県道389号水窪森線

## 電気

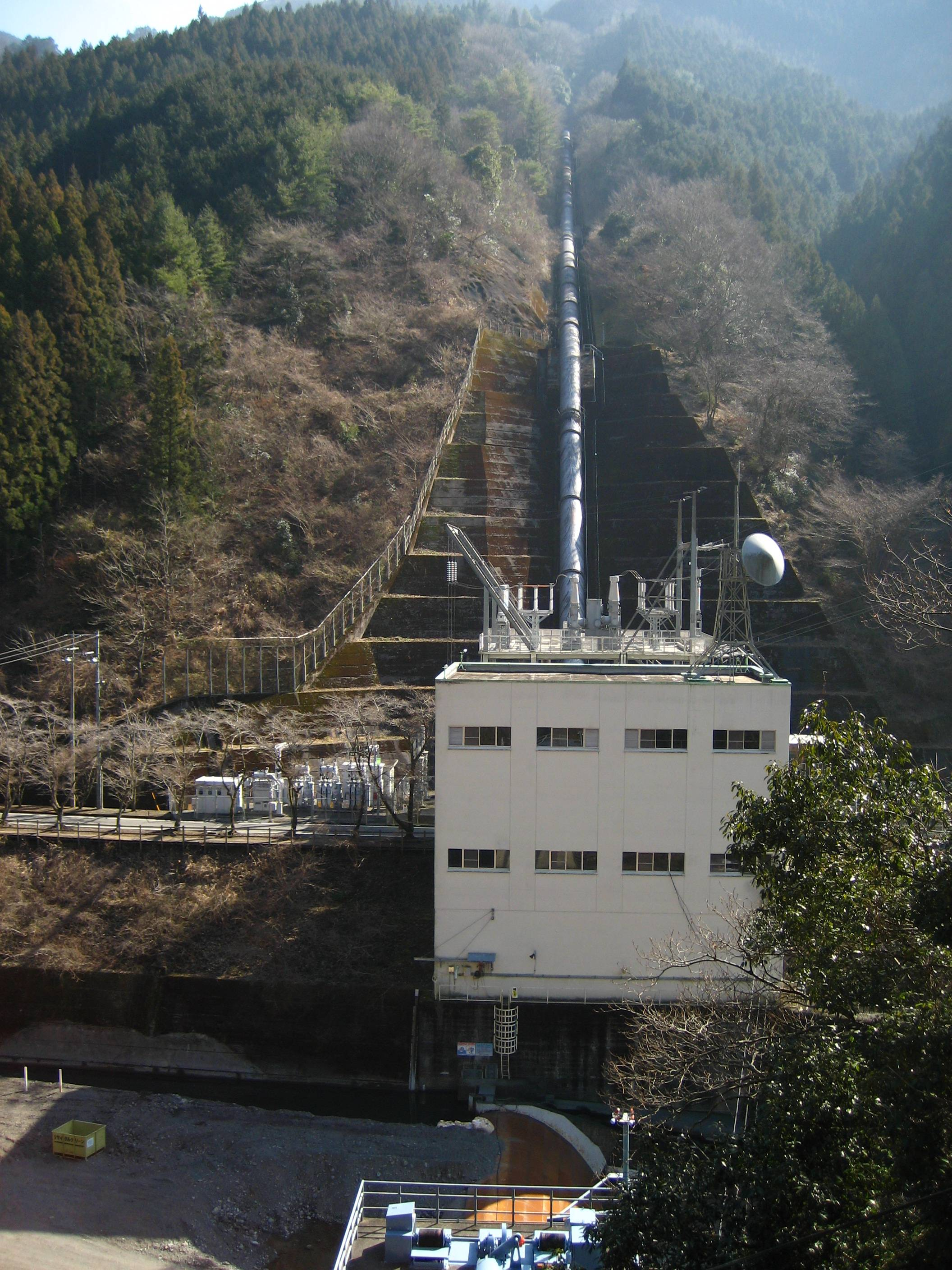
水窪発電所

### 一般供給
水窪町では、中部電力株式会社が電気を供給していた。同社が発足するのは1951年（昭和26年）であるが、それ以前、大正から昭和初期にかけては奥山電灯株式会社（おくやまでんとう）という電力会社が町内に存在した。
奥山電灯は、水窪町（当時は奥山村）での電気事業を目的に設立された。資本金は1万5千円で、事務所を奥山村奥領家に設置。奥山村と隣接する城西村を供給範囲として、1919年（大正8年）1月に開業した。発電所は奥山村地頭方字カワシマにあり、天竜川水系の河内川を利用する出力25キロワットの水力発電所であった。その後需要増大に対処するため、1929年（昭和4年）に発電所は150メートル下流に移設され、出力も42キロワットに増強された。奥山電灯の1937年末の企業データは以下の通り。
- 事務所：静岡県周智郡水窪町奥領家
- 代表者：高木 文治（社長）、従業者：11人
- 資本金：10万円
- 電灯取付数：1,701個、電力契約：6.7キロワット、電熱契約：2.7キロワット
- 供給範囲：周智郡水窪町・城西村
- 発電地点：周智郡水窪町（河内川発電所、出力42キロワット）※1939年1月に発電所名を「水窪」に変更した[10]

戦時下に電力の国家管理が推進されると、小規模電気事業者の統合が推奨されるようになった。この流れを受けて奥山電灯は、1939年（昭和14年）4月に事業を中央電力に譲渡した。その中央電力も配電統制により3年後の1942年（昭和17年）に中部配電へ統合されている。奥山電灯が建設した水窪発電所は水路の損傷が酷くなったため中部配電時代の1945年（昭和20年）9月に運転を休止し、中部電力移管後の1952年（昭和27年）10月に廃止された。
太平洋戦争後の事業再編に伴い1951年に中部電力が発足すると、水窪町は同社の供給区域に組み入れられ、現在に至っている。

### 発電所
中部電力水窪発電所の廃止後の1969年（昭和44年）6月、町内地頭方の水窪川沿いに電源開発水窪発電所が建設された。最大出力は5万キロワットで、水窪川支流の戸中川に建設された水窪ダム（奥領家に所在）などから取水している。